# Tillandsia pinnatodigitata
Tillandsia pinnatodigitata är en gräsväxtart som beskrevs av Carl Christian Mez. Tillandsia pinnatodigitata ingår i släktet Tillandsia och familjen Bromeliaceae. Inga underarter finns listade i Catalogue of Life.